# Lamprologus
Lamprologus – rodzaj słodkowodnych ryb okoniokształtnych z rodziny pielęgnicowatych (Cichlidae), typ nomenklatoryczny plemienia Lamprologini.

## Występowanie
Gatunki endemiczne jeziora Tanganika w Afryce.
Zasiedlają strefę litoralu.

## Klasyfikacja
Gatunki zaliczane do tego rodzaju:
| - Lamprologus brevis Boulenger, 1899 – muszlowiec krótki - Lamprologus callipterus Boulenger, 1906 - Lamprologus calliurus Boulenger, 1906 - Lamprologus congoensis Schilthuis, 1891 - Lamprologus finalimus Nichols & LaMonte, 1931 - Lamprologus lemairii Boulenger, 1899 - Lamprologus lethops Roberts & Stewart, 1976 - Lamprologus markerti Tougas & Stiassny, 2014 - Lamprologus mocquardi Pellegrin, 1903 - Lamprologus multifasciatus Boulenger, 1906 – muszlowiec wielopręgi - Lamprologus ocellatus (Steindachner, 1909) – muszlowiec wielkooki | - Lamprologus ornatipinnis Poll, 1949 - Lamprologus similis (Büscher, 1992) - Lamprologus speciosus Büscher, 1991 - Lamprologus stappersi Pellegrin, 1927 - Lamprologus symoensi Poll, 1976 - Lamprologus teugelsi Schelly & Stiassny, 2004 - Lamprologus tigripictilis Schelly & Stiassny, 2004 - Lamprologus tumbanus Boulenger, 1899 - Lamprologus werneri Poll, 1959 |

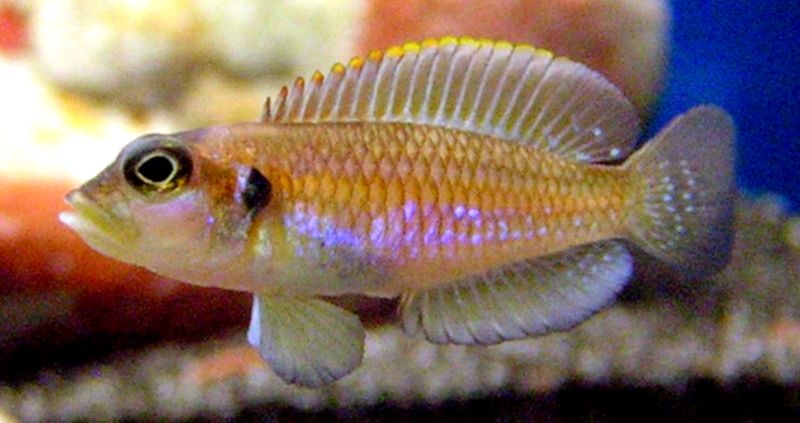
Lamprologus ocellatus